# Isam Ortiz
Isam Reynaldo Ortiz Suárez [en ocasiones Isan] (30 de marzo de 1985) es un jugador de ajedrez cubano que tiene el título de Gran Maestro desde 2011. En la lista Elo de la FIDE de julio de 2015, tenía un Elo de 2577 puntos, lo que le convertía en el jugador número 4 (en activo) de Cuba y el número 310 del mundo.

## Palmarés y participaciones destacadas
En 2011 se clasificó para competir en la Copa del Mundo de Ajedrez de 2011, pero perdió en la primera ronda contra el joven Gran Maestro ruso, Yan Nepómniashchi. En agosto del mismo año fue subcampeón en torneo de ajedrez Ciudad de Ferrol (Galicia, España) con los mismos puntos que el primer clasificado, el también Gran Maestro cubano Alexey Fernández Cardoso.
En abril de 2012 ganó el torneo 'Semana Santa Lab' que tuvo lugar en la capital colombiana, Bogotá. En julio ganó también el Abierto Internacional de Barberá del Vallés (Cataluña, España) con 7 puntos de 9 y tras derrotar en la última ronda al ruso Máxim Túrov. En ese mismo mes participó y ganó el Abierto de Sant Matí de Barcelona con 7 puntos de 9.
Al año siguiente, en 2013, fue campeón absoluto de Cuba y se volvió a clasificar para la Copa del Mundo de ajedrez de 2013 al ganar el continental americano (torneo zonal 2). Venció a Judit Polgár en la primera ronda, pero fue eliminado en la segunda ronda por el francés Maxime Vachier-Lagrave. 
En febrero de 2014 volvió a ganar el Campeonato cubano. En julio ganó 3.000 dólares después de ser campeón en el torneo internacional Washington D. C. (Estados Unidos). En el torneo continental americano de 2014, acabó en quinta posición con los mismos puntos que el primer clasificado (8½ puntos de 11 partidas). En 2015 repitió como ganador en Cuba con 9½ puntos de 13.
Jugó como cuarto tablero con el equipo cubano en la Olimpiada de ajedrez de 2014 con un rendimiento de 2766 después de cinco victorias, dos tablas y una derrota, ganado la medalla de plata.